# 오카야마현 제3구
오카야마현 제3구(岡山県 第3区)는 일본의 중의원 선거구이다. 1994년 공직선거법으로 신설되었다.

## 지역
- 오카야마시
  - 히가시구 (오카야마시) 일부
- 쓰야마시
- 비젠시
- 아카이와시
- 마니와시 일부
- 미마사카시